# Ивана Дзюбы (станция скоростного трамвая)
«Ивана Дзюбы» (укр. «Івана Дзюби»; до 2022 года — «Семьи Сосниных») — станция линии скоростного трамвая в Киеве, расположена между станциями «Гната Юры» и «Вацлава Гавела». Открыта в 70-е годы XX века. Названа по одноимённой улице.
Станция имеет две боковые платформы. Выход в город через подземный переход. Через 100 метров в сторону станции «Вацлава Гавела» находится железнодорожная станция Борщаговка.

## История
8 декабря 2022 года Киевский городской совет переименовал улицу Семьи Сосниных в честь украинского литературоведа, критика, общественного деятеля, активного участника движения за независимость Украины, диссидента советских времен, Героя Украины Ивана Михайловича Дзюбы, в результате чего станция, названная в честь также получила новое название.